# Sciaphila rubra
Sciaphila rubra är en enhjärtbladig växtart som beskrevs av Paulus Johannes Maria Maas. Sciaphila rubra ingår i släktet Sciaphila och familjen Triuridaceae. Inga underarter finns listade.